# كاميرون بريتون
كاميرون بريتون (بالإنجليزية Cameron Britton) (مواليد 1986) هو ممثل الأمريكي مشهور لعب أدوار عديدة أشهرها اد كمبر في مسلسل الجريمة الدرامي مايندهانتر المعروض علي شبكة نيتفليكس، والذي حصل على ترشيح لجائزة الإيمي كضيف متميز  في مسلسل درامي.

## السيرة المهنية
إشتهر بريتون بعد ظهروه في دور إد كيمبر في عام 2017 في مسلسل الجريمة الدرامي مايندهانتر المعروض علي شبكة نيتفليكس. في نوفمبر / تشرين الثاني 2017 ، أعلن أنه سيقوم بدور بليج في فيلم الفتاة في نسيج العنكبوت.

## أعماله

### الفيلم
| العام | الفيلم                      | دور    | ملاحظات                 |
| ----- | --------------------------- | ------ | ----------------------- |
| 2014  | مخيم تاكوتا                 | شيت    |                         |
| 2014  | استبدال                     | اليكس  |                         |
| 2014  | بالعكس                      | توني   | فيلم قصير               |
| 2015  | يوم من الأيام               | ميك    |                         |
| 2018  | الفتاة في الشبكة العنكبوتية | بليج   | في مرحلة ما بعد الإنتاج |
| 2019  | كل القيود الدنيوية          | سايروس | الانتهاء                |

### التلفزيون
| العام     | المسلسل              | الدور            | ملاحظات                               |
| --------- | -------------------- | ---------------- | ------------------------------------- |
| 2014      | مشتبه بهم غير عاديون | جيفري بويد       | الحلقة: "القوة الغاشمة"               |
| 2014      | أبناء المختبر        | حارس الأمن       | الحلقة: "الغريبة مصارعين"             |
| 2014      | فوكس تدفق            | كاسبر سيمونز     | الحلقة: "Vox"                         |
| 2015      | باتل كريك            | أوليفر ناثان     | الحلقة: "التعاطف مع الشيطان"          |
| 2015-2017 | الخياطه              | تيم/مدير الهندسة | دور رئيسي (22 حلقة)                   |
| 2017      | مايندهنتر            | إد كمبر          | دور متكرر(3 حلقات) حصل علي ترشيح إيمي |
| 2017      | S. W. A. T           | باتريك           | الحلقة: "الدجالين"                    |
| 2018      | باري                 | المحقق تشارلي    | دور متكرر (2 حلقة)                    |
| 2019      | مظلة الأكاديمية      | هازل             | دور رئيسي                             |

## وصلات خارجية
- كاميرون بريتون على موقع IMDb (الإنجليزية)
- كاميرون بريتون على موقع روتن توميتوز (الإنجليزية)
- كاميرون بريتون على موقع ألو سيني (الفرنسية)
- كاميرون بريتون على موقع قاعدة بيانات الفيلم (الإنجليزية)